# أليس ماكغراث
أليس ماكغراث (بالإنجليزية: Alice McGrath) هي ناشِطة أمريكية، ولدت في 5 أبريل 1917 في كالغاري في كندا، وتوفيت في 27 نوفمبر 2009 في فينتورا في الولايات المتحدة.

## وصلات خارجية
- أليس ماكغراث على موقع إن إن دي بي (الإنجليزية)